# Maxwell F. Leslie
Maxwell Franklin Leslie (24 octobre 1902 - 26 septembre 1985) est un aviateur de la marine américaine pendant la Seconde Guerre mondiale. On lui attribue un rôle majeur dans la bataille de Midway.

## Jeunesse
Né à Seattle, dans l'État de Washington le 24 octobre 1902 de William Franklin et Inez Leone Maxwell Leslie, Maxwell Leslie étudie à l'université de Washington avant d'entrer à l'académie navale d'Annapolis en 1922. Il est diplômé en 1926, en même temps que Wade McClusky, alors camarade de classe. Il choisit alors de suivre une formation en vol à la NAS Pensacola, où il est finalement désigné aviateur de la marine en 1930.

## Carrière navale
Lorsque les États-Unis entrent dans la Seconde Guerre mondiale, Leslie est officier exécutif du Bombing Squadron 3 (VB-3) à bord de l'USS Saratoga. Il vole notamment avec son escadron sur l'USS Enterprise, tout en escortant l'USS Hornet pendant le raid de Doolittle. Lors de l'opération avec la Task Force 17, son escadre effectue des missions CAP et de recherche pour protéger le convoi pendant les décollages des bombardiers.

### Bataille de Midway

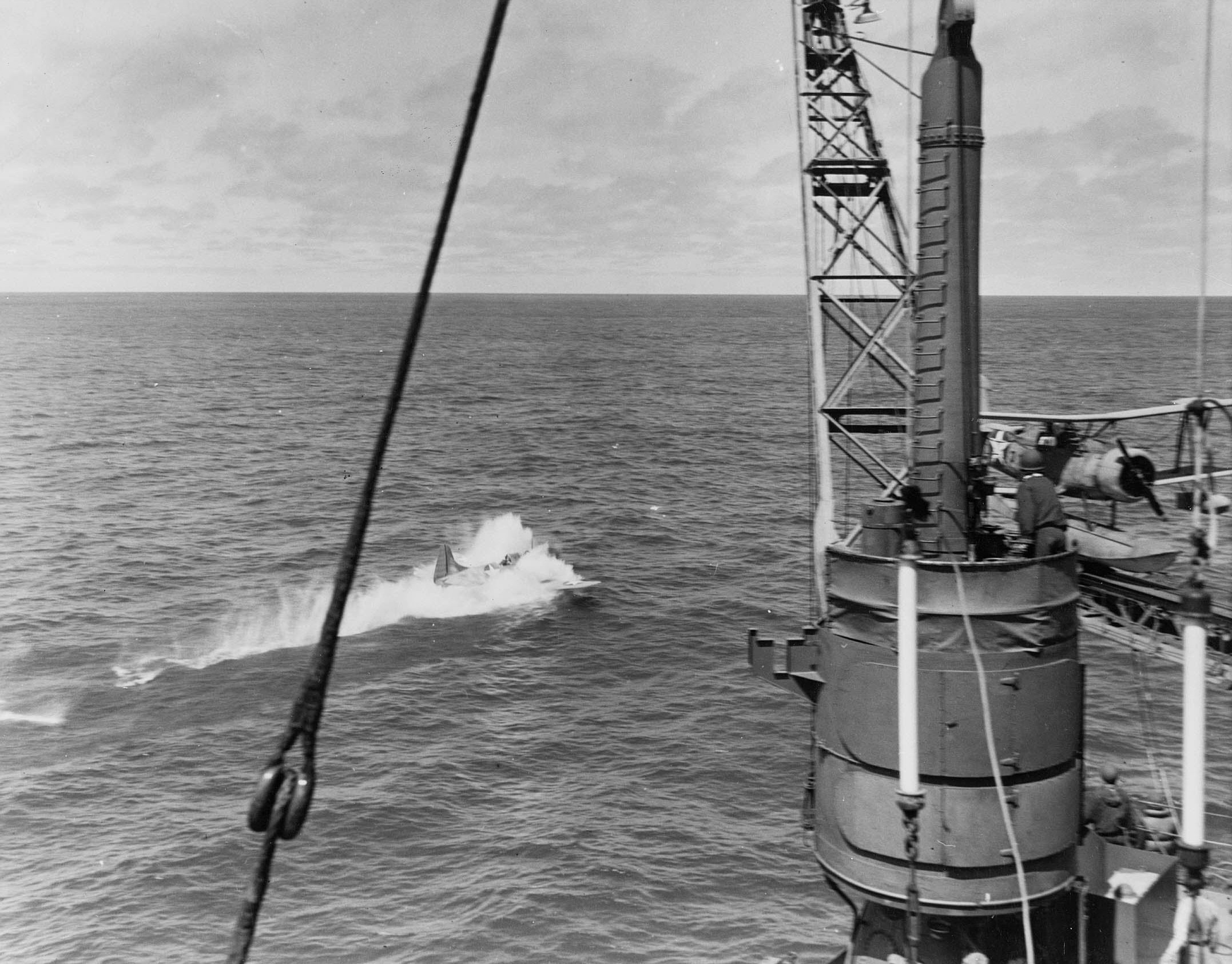
Le lieutenant commander Leslie effectuant un amerrissage d'urgence en raison d'un manque de carburant pendant la bataille de Midway (4 juin 1942 à 13 h 48).

Pendant la bataille de Midway, Leslie commande le VB-3 opérant à bord de l'USS Yorktown. Après la contre-attaque du destroyer japonais Arashi contre l'USS Nautilus, Leslie et le capitaine de corvette Wade McClusky de l'Enterprise parviennent à se placer au-dessus de la force de frappe japonaise au moment précis où la patrouille aérienne de combat est déployée sur le pont pour repousser les bombardiers-torpilleurs du Yorktown, offrant alors une vulnérabilité maximale de la Première flotte aérienne japonaise. Les Zeros japonais étant trop bas pour être efficaces, les 47 SBD Dauntless des escadrons de McClusky et Leslie ne rencontrèrent aucune résistance avant le début de l'attaque des porte-avions. Leslie lui-même n'était pas équipé de bombe au moment de l'attaque car celle-ci avait été déclenchée accidentellement par un interrupteur d'armement électrique défectueux. Néanmoins, il plongea également avec le reste des SBD, en mitraillant les ponts des porte-avions. Les appareils américains arrivèrent en effet au pire moment pour la flotte japonaise ; les appareils japonais armés encombraient les hangars, les tuyaux de carburant serpentaient sur les ponts pour terminer les opérations de ravitaillement et les fréquents changements d'armement avaient eu pour conséquence que les bombes et les torpilles étaient dispersées dans les hangars au lieu d'être stockées en sûreté dans les soutes à munitions.
L'escadron de l'USS Enterprise réalisèrent plusieurs coups au but sur le Kaga à 10 h 22 puis ils attaquèrent l’Akagi quatre minutes plus tard. L'escadron de l'USS Yorktown dirigé par Leslie plongea sur le Soryu qui fut touché à plusieurs reprises. En moins de six minutes, les porte-avions Soryu, Kaga et Akagi avaient été mortellement touchés et étaient à présent la proie des flammes. L’Akagi ne fut touché que par une seule bombe qui traversa le pont d'envol et explosa au milieu des appareils armés et ravitaillés qui se trouvaient dans les hangars. Les trois porte-avions furent finalement abandonnés et sabordés.
À 13 h 48, Leslie effectua un amerrissage d'urgence près de l'USS Astoria en raison d'un manque de carburant ; le Yorktown était à ce moment-là attaqué par des avions japonais. L'équipage du bombardier furent secouru par l'une des baleinières du croiseur. Pour son héroïsme lors de la bataille, Leslie reçut la Navy Cross.

### Principale affectations pendant laSeconde Guerre mondiale[2]
| Date de début | Date de fin    | Rang      | Rôle                            | Navire / base                                 |
| ------------- | -------------- | --------- | ------------------------------- | --------------------------------------------- |
| Mai 1940      | Décembre 1941  | LT / LCDR | XO Bombing Squadron 3           | NAS North Island                              |
| Décembre 1941 | Février 1942   | LCDR      | XO Bombing Squadron 3           | USS Saratoga (CV-3)                           |
| Février 1942  | Avril 1942     | LCDR      | CO Bombing Squadron 3           | NAS Kaneohe Bay                               |
| Avril 1942    | Juin 1942      | LCDR      | CO Bombing Squadron 3           | USS Yorktown (CV-5)                           |
| Juin 1942     | Novembre 1942  | CDR       | Commander, Enterprise Air Group | USS Enterprise (CV-6)                         |
| Novembre 1942 | Janvier 1943   | CDR       | Staff                           | NAS Jacksonville                              |
| Janvier 1943  | Mars 1943      | CDR       | CO                              | NAS Daytona Beach                             |
| Mars 1943     | Novembre 1943  | CDR       | CO                              | Naval Air Gunnery School, Hollywood (Floride) |
| Novembre 1943 | Avril 1944     | CDR       | Student                         | Army and Navy Staff College (en)              |
| Avril 1944    | Juin 1944      | CDR       | Instructor                      | Command and General Staff College             |
| Juin 1944     | Août 1944      | CAPT      | Operations Officer              | ComAirForWestCarolines                        |
| Août 1944     | Décembre 1944  | CAPT      | Operations Officer, 2e MAW      | Naval Operating Base Espiritu Santo (en)      |
| Décembre 1944 | Août 1945      | CAPT      | OIC Air Support Control         | ComPhibForPac                                 |
| Août 1945     | Septembre 1945 | CAPT      | CO Air Support Control 8        | ComPhibForPac                                 |

### Fin de carrière et récompenses
Leslie a passé le reste de sa carrière d'après-guerre dans divers navires et stations côtières, prenant sa retraite en 1956. En plus de la Navy Cross, il fut décoré de la Bronze Star avec la distinction « V », la Commendation Medal, la Presidential Unit Citation, American Defense Service Medal with "Fleet" clasp, American Campaign Medal, Asiatic-Pacific Campaign Medal, World War II Victory Medal et de la National Defense Service Medal.
Leslie décède à San Diego, en Californie, le 26 septembre 1985.

## Dans la culture populaire
Leslie est joué par Monte Markham dans le film La Bataille de Midway de 1976.